# Saropogon lamperti
Saropogon lamperti är en tvåvingeart som beskrevs av Becker 1906. Saropogon lamperti ingår i släktet Saropogon och familjen rovflugor. Inga underarter finns listade i Catalogue of Life.